# Воля-Попова
Воля-Попова (пол. Wola Popowa) — село в Польщі, у гміні Жихлін Кутновського повіту Лодзинського воєводства.
Населення — 201 особа (2011).
У 1975-1998 роках село належало до Плоцького воєводства.

## Демографія
Демографічна структура станом на 31 березня 2011 року:
|          | Загалом | Допрацездатний вік | Працездатний вік | Постпрацездатний вік |
| -------- | ------- | ------------------ | ---------------- | -------------------- |
| Чоловіки | 99      | 12                 | 70               | 17                   |
| Жінки    | 102     | 14                 | 57               | 31                   |
| Разом    | 201     | 26                 | 127              | 48                   |